# Gordià II
Marc Antoni Gordià Sempronià, conegut generalment com a Gordià II, fou emperador associat al tron pel seu pare Gordià I. En aquest càrrec només va durar 20 dies de l'any 238, car va morir en la batalla de Cartago lluitant contra l'exèrcit del procurador de Numídia. L'època que li va tocar viure es va caracteritzar pel desgovern: diversos emperadors, com ell, van accedir al poder però van durar poc temps, puix que o bé part de l'exèrcit o part dels ciutadans no els van donar suport.

## Orígens
Va néixer el 192, fill gran de Gordià I i de la seva esposa (Fàbia Orestil·la segons la Historia Augusta). Com era freqüent entre els romans, compartia el nom amb el seu pare. El cognomen Sempronià pot indicar una connexió amb la seva mare o la seva àvia, atès que a Ankara (Turquia) es va trobar una inscripció funerària amb els noms d'una Sempronia Romana, filla d'un secretari imperial anomenat Sempronius Aquila. Aquesta Romana va erigir aquesta estela funerària en la qual no consta la data, al seu marit (el nom està tan malmès que és il·legible) el qual va morir amb el càrrec de pretor. Gordià podria pertànyer a aquesta branca de la gens Semprònia.
El seu pare sembla que era d'origen frigi, però va adquirir la ciutadania romana en temps de Marc Antoni. Les terres de la seva família, a províncies, eren les de més extensió de tots els ciutadans privats romans. Feia almenys tres generacions que la seva família tenia membres de rang consular i el seu pare va exercir dues vegades el consolat.

## Carrera política i militar
Segons la Història Augusta, Gordià II va servir com a qüestor durant el regnat d'Elagàbal, després va ser pretor i cònsol sufecte amb l'emperador Alexandre Sever. El 237, Gordià va anar a l'Àfrica Proconsular com a llegat al servei del seu pare que estava nomenat governador.
Era aficionat a la lectura. Va heretar una biblioteca de seixanta mil llibres procedents de Quint Sammònic Serè.

## Ascens al tron
Quan el seu pare va ser nomenat emperador per aclamació popular, com que tenia 80 anys, va demanar com a condició que associessin el seu fill al tron i amb el títol d'august. Encara que tots dos van tenir el suport del senat, Capel·lià, el procurador de Numídia, va refusar reconèixer-los i va encetar un atac enviant la Legio III Augusta contra Cartago, on estaven vivint. Gordià I no tenia forces per oposar-li. Tanmateix, va reunir un gran exèrcit amb esclaus, lliberts i altres persones, però gairebé sense cap entrenament militar i va enviar el seu fill al capdavant. La batalla de Cartago, prop d'aquesta ciutat, fou guanyada fàcilment per Capel·lià, Gordià II va morir i altres nobles van fugir. Gordià i el seu fill van ser deïficats pel senat romà.
Era menys estricte que el seu pare en costums i moralitat i va deixar uns seixanta fills de diverses dones.